# Савчук Остап Васильович
Остап Васильович Савчук (24 лютого 1947, м. Кіцмань Чернівецької області, Україна) — український митець, музично-громадський діяч, режисер, педагог-музикант, художній керівник Чернівецької обласної філармонії, Заслужений діяч мистецтв України.

## Біографія
Народився 24 лютого 1947 року у м. Кіцмань Чернівецької області.
Закінчив Кіцманську дитячу музичну школу в 1962, Чернівецьке музичне училище в 1966, Київський державний інститут культури ім. О. Корнійчука в 1976.
Працював викладачем Заставнівської дитячої музичної школи, методистом Чернівецького обласного Будинку художньої самодіяльності, впродовж 1976—1987 рр. — директор Палацу культури Чернівецького бавовняно-виробничого об'єднання «Восход».
З 1988 р. — режисер-постановник і художній керівник Чернівецької обласної філармонії (нині Чернівецька обласна філармонія імені Дмитра Гнатюка).
У 2006—2009 рр. — начальник, заступник начальника управління культури Чернівецької облдержадміністрації.

## Творча діяльність
Грав в ансамблі скрипалів разом з Володимиром Івасюком (керівник Ю. М. Візнюк), оркестрах народних інструментів (диригент В. Г. Мельницький) та духових інструментів (диригент М. Ю. Макаренко).
Автор численних сценаріїв концертів, творчих вечорів митців краю, режисер-постановник творчих звітів майстрів і художніх колективів Чернівецької області на сцені Національного Палацу мистецтв «Україна».
Представляв мистецтво Буковини в Україні, Молдові, Польщі, Румунії, Росії, Угорщині.
Науковий консультант бібліографічного довідника «Видатні діячі культури і мистецтв Буковини» (Чернівці: Книги — ХХІ ст., 2010), автор книги «Музична Буковина» — про історію Чернівецької обласної філармонії.

## Громадсько-культурна діяльність
З 1990 р. член правління, а з 2009 р. — голова правління Чернівецького обласного об'єднання Всеукраїнського товариства «Просвіта» імені Тараса Шевченка.
З 2009 р. — заступник голови обласного відділення Національної всеукраїнської музичної спілки.
З 2001 р. — голова Чернівецького обласного благодійного фонду імені Назарія Яремчука.

## Нагороди, відзнаки
- Орден «За заслуги» III ступеня[4] — (2018)
- Орден Дружби народів (1986).
- Медаль «Ветеран праці» (1990).
- Почесна грамота Міністерства культури України (2002).
- Медаль «Будівничий України» Всеукраїнського товариства «Просвіта» імені Тараса Шевченка (2003).
- Почесна відзнака Чернівецької облдержадміністрації та обласної ради «Буковина» (2005).
- Заслужений діяч мистецтв України[5] (2006).
- Кришталевий пам'ятний Знак «Серце віддаю дітям» Правління Дитячого фонду України (2006).
- Почесна грамота Українського фонду культури (2007).
- Почесна грамота Національної всеукраїнської музичної спілки (2007).
- Орден Українського козацтва «Честь» ІІІ ступеня (2008).
- Грамота Національної всеукраїнської музичної спілки (2012).
- Лауреат Літературно-мистецької премії імені Сидора Воробкевича (2001).
- Медаль «На славу Чернівців» (2017)[6].